# IC 5375
IC 5375 ist eine Spiralgalaxie vom Hubble-Typ Sbc im Sternbild Fische auf der Ekliptik. Sie ist schätzungsweise 414 Millionen Lichtjahre von der Milchstraße entfernt und hat einen Durchmesser von etwa 120.000 Lichtjahren. Gemeinsam mit IC 5374 bildet sie das isolierte Galaxienpaar KPG 601.
Im selben Himmelsareal befindet sich u. a. die Galaxie IC 1527.
Das Objekt wurde am 21. November 1903 von Stéphane Javelle entdeckt.